# 상고로드림
상고로드림(Thangorodrim)은 《실마릴리온》에 등장하는 지명이다. 벨레리안드 북쪽에 위치했으며, 악의 제왕 모르고스에 의해 세워진 산봉우리로 알려졌다.
온갖 쓰레기와 용재로 쌓아올렸고, 앙그반드와 함께 악의 소굴로 온갖 괴물들, 오크와 트롤을 비롯한 용과 발록이 주둔했다.
발리노르의 군대에 파괴되기 전까지 이곳은 요정이나 인간이 점령한 적 없는 곳이었다.
태양의 1시대 마이드로스에 지도하에 결집한 최대 규모의 군대, 마이드로스의 연합이 앙그반드 성문까지 진격하기는 했으나, 결코 점령하지는 못했다고 한다.
분노의 전쟁에서 에온웨를 지휘관으로 하여 서녘의 군대가 모르고스를 제압한 뒤에는 벨레리안드 대부분이 그렇듯 바다에 잠기게 된다.